# Thermostabilität
Die Thermostabilität bezeichnet in der Chemie und insbesondere Organik und Biochemie die Eigenschaft einer Verbindung, relativ hohe Temperaturen zu überstehen (molekulare Hitzebeständigkeit). Das Gegenteil der Thermostabilität ist die Thermolabilität. Diese Thermostabilität bezieht sich dabei vor allem auf die Struktur des Moleküls, wird jedoch auch anwendungsspezifisch über die Fähigkeit zur Ausübung einer bestimmten Funktion definiert.

## Thermostabilität von Kunststoffen
Thermoplastische Kunststoffe werden zur Verarbeitung erhitzt. Damit sie sich dabei nicht zersetzen werden Additive zugesetzt, die dies verhindern.
Beispielsweise werden Polyvinylchlorid eigene Stabilisatoren zugesetzt, um die Thermostabilität während der Verarbeitung zu erhöhen und die Witterungs- und Alterungsbeständigkeit zu verbessern. Dazu werden Verbindungen, beispielsweise Stearate oder Carboxylate auf Basis von Schwermetallen wie Blei, Cadmium, Zinn, Barium/Zink, Calcium/Zink und Calcium/Aluminium/Zink wie Cadmiumstearat oder Bleistearat, eingesetzt. Im Aufschmelzprozess freiwerdendes Chlor, welches den Kunststoff zerstören würde (siehe dazu auch Chlor#Chemische Eigenschaften), zerstört die leicht spaltbaren Metallverbindungen, die dabei als „Säurefänger“ wirken. Das freiwerdende Chlor wird also abgefangen und es bilden sich Metallchloride. Cadmiumverbindungen als Stabilisator wurden 2001 von der EU verboten, bis 2015 sollen (laut einer Quelle aus 2010) auch Blei-Stabilisatoren ersetzt sein (freiwilliges Minderungsziel). Derartige metallhältige Thermostabilisatoren können durch Hydrotalcit (ein Magnesium-Aluminium-Hydroxycarbonat) ersetzt werden.

## Thermostabilität von Proteinen

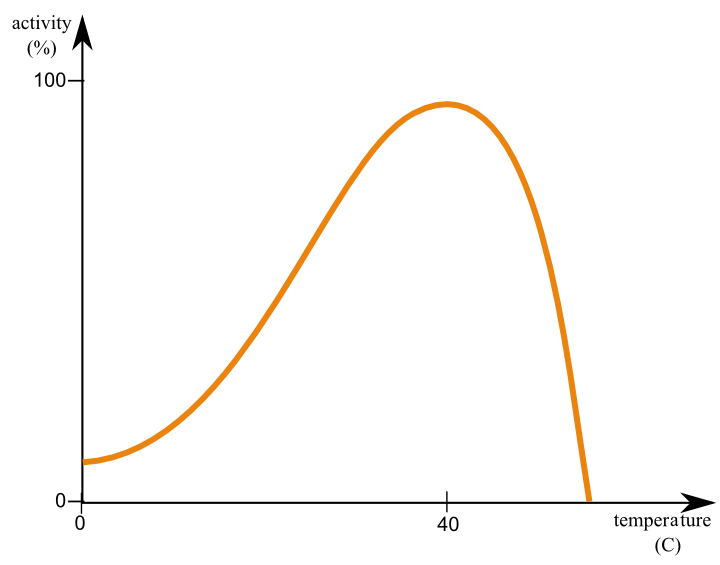
Enzymaktivität in Abhängigkeit von der Temperatur. Bei der Denaturierungstemperatur verliert das Enzym seine Aktivität.

Der Begriff wird vor allem auf Biomoleküle und besonders Proteinstrukturen angewandt, da Proteine ihre Funktionsfähigkeit aufgrund der Denaturierung oft schon bei vergleichsweise niedrigen Temperaturen verlieren. Da in der Verfahrenstechnik jedoch höhere Temperaturen einen höheren Stoffumsatz ermöglichen (RGT-Regel) bzw. diese aus anderweitigen Gründen notwendig sind, um ein gewünschtes Reaktionsprodukt zu erhalten, kommt den thermostabilen Biomolekülen hier eine hohe Bedeutung zu. Ein Beispiel hierfür ist die Polymerase-Kettenreaktion, in der thermostabile DNA-Polymerasen von thermophilen Organismen wie Thermus aquaticus genutzt werden. Organismen, die in heißen Umgebungen leben, werden als thermophil bezeichnet. Thermostabile Proteine besitzen zur zusätzlichen Stabilisierung ihrer Proteinfaltung oftmals eine kompakte Struktur und vermehrt Wasserstoffbrückenbindungen, Salzbrücken, Hydrolyse-unempfindlichere Aminosäuren und vergleichsweise hohe Affinitäten der Monomere eines Proteinkomplexes zueinander. Bei rekombinanten thermostabilen Proteinen aus nichtthermophilen Organismen wird oftmals bei der Proteinreinigung eine Hitzefällung verwendet, um alle anderen (nicht thermostabilen) Proteine aus der Lösung auszufällen.
Da insbesondere Protein-basierte Toxine oftmals hitzelabil sind, können Toxine in thermostabile und thermolabile Toxine eingeteilt werden. Während thermolabile Toxine wie einige Lektine durch Erhitzen inaktiviert werden, überstehen thermostabile Toxine wie Amatoxine diese Behandlung ohne größere Verluste. Dies hat besondere Bedeutung für den Effekt des Garens von im Rohzustand toxischen Nahrungsmitteln (z. B. Kartoffeln, Bohnen, Linsen und manche Pilze).
Thermische Desinfektionsverfahren basieren auf der Überwindung der Thermostabilität der Proteine von Pathogenen.
Die Thermostabilität von Proteinen kann durch Protein-Engineering, durch Quervernetzung oder durch Kopplung an Polymere erhöht werden.